# Alchemilla citrina
Alchemilla citrina é uma espécie de rosácea do gênero Alchemilla, pertencente à família Rosaceae.